# Bus-la-Mésière
Bus-la-Mésière – miejscowość i gmina we Francji, w regionie Hauts-de-France, w departamencie Somma.
Według danych na rok 1990 gminę zamieszkiwały 102 osoby, a gęstość zaludnienia wynosiła 15 osób/km² (wśród 2293 gmin Pikardii Bus-la-Mésière plasuje się na 895. miejscu pod względem liczby ludności, natomiast pod względem powierzchni na miejscu 707.).